# Björn van der Doelen
Wouterus Jacobus Antonius ”Björn” van der Doelen (født 24. august 1976 i Goirle, Holland) er en hollandsk tidligere fodboldspiller (midt).
Van der Doelen startede sin karriere hos PSV Eindhoven, som han var tilknyttet frem til 2001 og vandt tre hollandske mesterskaber med. Han havde også ophold hos Standard Liège, Twente og NEC.
Efter sit karrierestop har van der Doelen gjort karriere som musiker.

## Titler
Æresdivisionen
- 1997, 2000 og 2001 med PSV Eindhoven

KNVB Cup
- 1996 med PSV Eindhoven

Johan Cruijff Schaal
- 1998 med PSV Eindhoven